# Jean-Pierre Berlan
Jean-Pierre Berlan est un économiste, ancien directeur de recherche en sciences économiques à l'Institut national de la recherche agronomique à Montpellier. Il est membre du conseil scientifique d'Attac France.

## Engagements politiques
Il a développé, notamment aux côtés de la Confédération paysanne et d'ATTAC, une réflexion très critique envers l'évolution des pratiques actuelles des biotechnologies qu'il accuse d'être devenues des « sciences de la mort » contrairement à leur étymologie qui signifie « sciences de la vie ». Il a été cité par l'avocat de la défense, lors du procès des onze militants anti-OGM d'Avelin le 29 septembre 2005.
Il participe activement au débat autour des OGM et à la controverse sur les brevets du vivant. Il considère que le but des industriels des biotechnologies est de stériliser les espèces pour substituer au cycle de la reproduction celui de la production. Il dénonce « le pillage et la marchandisation des ressources génétiques de la planète opérés par les États-Unis et l’Europe ».

### Les nouvelles enclosures
À l'occasion d'un débat sur les enjeux du vivant et de la connaissance organisé à Paris le 23 février 2008, il se rapproche de Richard Stallman et du logiciel libre pour dénoncer le concept de « nouvelles enclosures », lequel décrit la mise en application de dispositifs juridiques identiques pour verrouiller des pratiques sociales, professionnelles, culturelles pourtant éloignées, comme l’informatique ou la reproduction du vivant. Il établit à cette occasion des convergences entre le mouvement du logiciel libre, et par extension de la culture libre, avec ses engagements citoyens passés[réf. nécessaire].

## Publications
- La Guerre au Vivant, Agone, 2001, 168 p.  (ISBN 2-910846-54-7) (page consacrée au livre sur le site de l'éditeur)
- Le Goût amer de nos fruits et légumes participation à un ouvrage collectif du Forum Civique Européen (FCE), FCE, 2002, 132 p.
- « L'écocide, ou l'assassinat de la vie » préface au livre de Franz Broswimmer Une brève histoire de l’extinction en masse des espèces, Agone, 2010, 288 p.  (ISBN 978-2-7489-0111-5) (page consacrée au livre sur le site de l'éditeur)
- La Planète des clones, les agronomes contre l’agriculture paysanne, éd. La Lenteur, 2019.